# Taipei chinois aux Jeux olympiques
La première participation de la république de Chine remonte aux Jeux olympiques d'été de 1932 de Los Angeles.
Après la guerre civile chinoise, la république de Chine se retire sur l'île de Taïwan et à partir des Jeux olympiques d'été de 1956 de Melbourne, seulement les athlètes originaires de cette île font partie de cette délégation. La délégation participe ainsi aux Jeux sous le nom de république de Chine jusqu'aux Jeux d'hiver de 1976. Après un boycott des Jeux d'été de 1976 ainsi que les deux éditions des Jeux de 1980, elle fait son retour sous le nom de Taipei chinois.
En 2016, le pays a participé à 14 Jeux d'été et à 11 Jeux d'hiver. Le pays a gagné 3 médailles d'or, 7 médailles d'argent et 14 médailles de bronze.

## Médailles

### Médailles par Jeux olympiques d'été
| Année | Médaille d'or, Jeux olympiques | Médaille d'argent, Jeux olympiques | Médaille de bronze, Jeux olympiques | Total            |
| 1956  | 0                              | 0                                  | 0                                   | 0                |
| 1960  | 0                              | 1                                  | 0                                   | 1                |
| 1964  | 0                              | 1                                  | 0                                   | 0                |
| 1968  | 0                              | 0                                  | 1                                   | 1                |
| 1972  | 0                              | 0                                  | 0                                   | 0                |
| 1976  | Ne participe pas               | Ne participe pas                   | Ne participe pas                    | Ne participe pas |
| 1980  | Ne participe pas               | Ne participe pas                   | Ne participe pas                    | Ne participe pas |
| 1984  | 0                              | 0                                  | 1                                   | 1                |
| 1988  | 0                              | 0                                  | 0                                   | 0                |
| 1992  | 0                              | 1                                  | 0                                   | 1                |
| 1996  | 0                              | 1                                  | 0                                   | 1                |
| 2000  | 0                              | 1                                  | 4                                   | 5                |
| 2004  | 2                              | 2                                  | 1                                   | 5                |
| 2008  | 1                              | 1                                  | 2                                   | 4                |
| 2012  | 1                              | 0                                  | 1                                   | 2                |
| 2016  | 1                              | 0                                  | 2                                   | 3                |
| 2020  | 2                              | 4                                  | 6                                   | 12               |
| Total | 7                              | 11                                 | 18                                  | 36               |

### Médailles par Jeux olympiques d'hiver
| Année | Médaille d'or, Jeux olympiques | Médaille d'argent, Jeux olympiques | Médaille de bronze, Jeux olympiques | Total            |
| 1972  | 0                              | 0                                  | 0                                   | 0                |
| 1976  | 0                              | 0                                  | 0                                   | 0                |
| 1980  | Ne participe pas               | Ne participe pas                   | Ne participe pas                    | Ne participe pas |
| 1984  | 0                              | 0                                  | 0                                   | 0                |
| 1988  | 0                              | 0                                  | 0                                   | 0                |
| 1992  | 0                              | 0                                  | 0                                   | 0                |
| 1994  | 0                              | 0                                  | 0                                   | 0                |
| 1998  | 0                              | 0                                  | 0                                   | 0                |
| 2002  | 0                              | 0                                  | 0                                   | 0                |
| 2006  | 0                              | 0                                  | 0                                   | 0                |
| 2010  | 0                              | 0                                  | 0                                   | 0                |
| 2014  | 0                              | 0                                  | 0                                   | 0                |
| 2018  | 0                              | 0                                  | 0                                   | 0                |
| 2022  | 0                              | 0                                  | 0                                   | 0                |
| Total | 0                              | 0                                  | 0                                   | 0                |

### Médailles par sport
| Sport           | Médaille d'or, Jeux olympiques | Médaille d'argent, Jeux olympiques | Médaille de bronze, Jeux olympiques | Total |
| Athlétisme      | 0                              | 1                                  | 1                                   | 2     |
| Badminton       | 1                              | 1                                  | 0                                   | 2     |
| Baseball        | 0                              | 1                                  | 0                                   | 1     |
| Boxe            | 0                              | 0                                  | 1                                   | 1     |
| Golf            | 0                              | 0                                  | 1                                   | 1     |
| Gymnastique     | 0                              | 1                                  | 0                                   | 1     |
| Haltérophilie   | 4                              | 2                                  | 4                                   | 10    |
| Judo            | 0                              | 1                                  | 0                                   | 1     |
| Karaté          | 0                              | 0                                  | 1                                   | 1     |
| Taekwondo       | 2                              | 1                                  | 6                                   | 9     |
| Tennis de table | 0                              | 1                                  | 2                                   | 3     |
| Tir à l'arc     | 0                              | 2                                  | 2                                   | 4     |